# エンスヘデ
エンスヘデ（オランダ語: Enschede [ˈɛnsxəˌdeː] ( 音声ファイル) エンスヘデー）はオランダのオーファーアイセル州にある基礎自治体 (ヘメーンテ)である。東側はドイツのノルトライン＝ヴェストファーレン州と接している。中世から20世紀初頭にかけて繊維産業で栄えた街である。

## 歴史
いつ頃からこの地に人が住み始めたかは定かでは無いが、中世初期には小さな集落と市場があったことは確かである。集落の名前はAnescedeと言って、国境の近くのという意味合いであった。1325年にはユトレヒト司教から都市権を認められ、当時建設費用が高かった石造りの城壁では無く、溝や柵・生垣を用いた防壁を築いていた。現在でも通りの名にNoorder-hagen（北の生垣）というような名前が残っているように、旧市街では当時の街路区が一部残っている。当時の町は主に木造の建物で構成されていたため、火災により大きな打撃を受けた。1517年、1750年、1862年の火災は有名である。町の主要産業は綿織物産業で、19世紀初期にはbombazijnという綿麻混紡の織物の大規模な輸出向け生産をしていた。織物産業の隆盛と共に、街も急速に大きくなり、オランダで初めて市街地拡張計画が建てられたことでも有名である。
第二次世界大戦時には、ドイツ国境が近いこともあり、オランダで最初にドイツ軍に占拠された都市となった。戦争後期には、ドイツの街と間違われて連合国軍の爆撃に何度も晒された。1970年代になり、繊維産業は東アジアとの競争に敗れ急速に廃れた。荒廃した街は、オランダでいちばん貧しい街といわれるまでになってしまったが、政府による市街地再開発などが奏功し少しずつ経済も復活することとなる。街はEuregional Centreと位置付けられ経済開発が行われるとともに、旧市街中心は自動車乗り入れが規制された地区（一種の歩行者天国）に指定されている。

### 花火保管庫の爆発事故

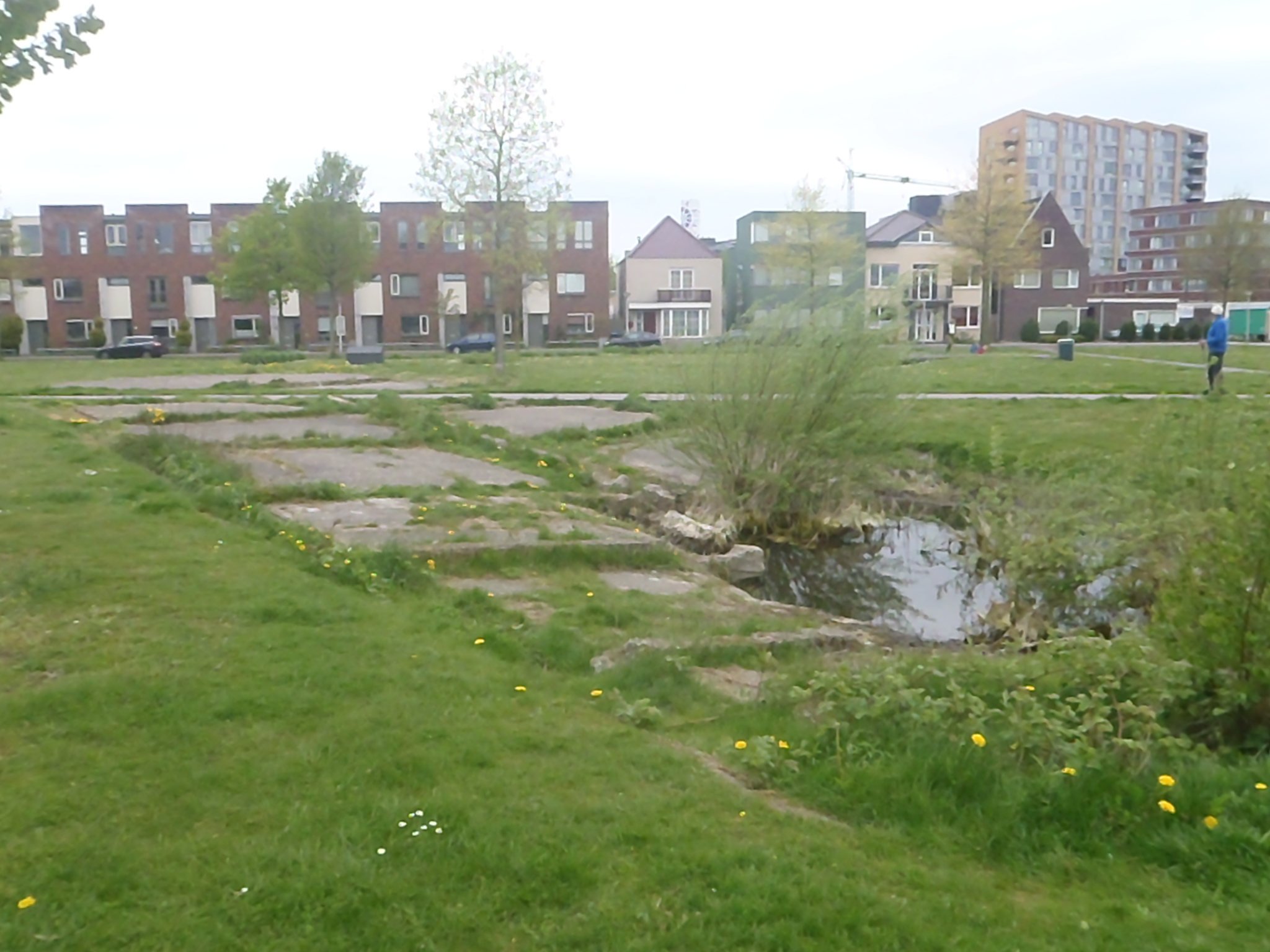
爆発事故でできたクレーター

2000年5月13日、エンスヘデにあった花火の保管倉庫に火災が発生し、貯蔵してあった100トンの中国製花火に引火して大爆発が発生した。この事故によって消防士を含む20名以上が死亡、900名以上が負傷、1000名が住居を失った。また、損害額は8900万ドルに達し、オランダでは第二次世界大戦以後最大の大惨事となった。事故の原因は、倉庫の所有者による放火であると言われている。

## 交通
航空
街の北5kmの位置にエンスヘデ・トゥエンテ空港があるが、現在旅客便は就航していない。
道路
高速道路A35が自治体内を通過している。
鉄道
エンスヘデ駅より、ユトレヒト中央駅経由デン・ハーグ中央駅行きインターシティが1時間に1本、アムステルダム南駅経由スキポール空港駅行きインターシティが2時間に1本運行されている。また、国境を越える列車としてミュンスター行きが1時間に1本、ドルトムント行きが1時間に1本運行されている。

## スポーツ
- FCトゥウェンテ - エールディビジに所属するサッカークラブ。
- テックスタウン・タイガース - ホーフトクラッセに所属する野球・ソフトボールクラブ。